# Araneometa
Araneometa Wunderlich, 1988 è un genere di ragni fossili appartenente alla famiglia Araneidae.

## Caratteristiche
Genere fossile risalente al Neogene. I ragni sono costituiti da parti molli molto difficili da conservare dopo la morte; infatti i pochi resti fossili di aracnidi sono dovuti a condizioni eccezionali di seppellimento e solidificazione dei sedimenti.

## Distribuzione
Le specie sono state rinvenute in alcune ambre dominicane.

## Tassonomia
L'attribuzione della sottofamiglia di appartenenza è un po' dubbia, anche per i pochi resti trovati, tanto da far ritenere il genere quale incertae sedis.
A maggio 2014, di questo genere fossile sono note tre specie:
- Araneometa excelsa Wunderlich, 1988 †, Neogene
- Araneometa herrlingi Wunderlich, 1988[3] †, Neogene
- Araneometa spirembolus Wunderlich, 1988 †, Neogene

e un esemplare non compiutamente descritto:
- Araneometa sp. Wunderlich, 1988 †, Neogene